# Shin Lim
Shin Lim, pseudonimo di Liang-Shun Lim (Vancouver, 25 settembre 1991), è un illusionista canadese naturalizzato statunitense, esperto in giochi di prestigio di micromagia e cartomagia.
Noto soprattutto per la creazione di routine di cartomagia, nelle quali rimane in silenzio svolgendo il numero con una musica di sottofondo, è un autodidatta, avendo iniziato a fare magia imparando da alcuni video su YouTube.
Educato per diventare un pianista, Lim inizia la sua carriera da illusionista dopo che gli viene diagnosticata la sindrome del tunnel carpale. Viene scoperto intorno al 2012, ed inizia a fare tour internazionali, e nel 2015 vince il premio della Fédération Internationale des Sociétés Magiques (FISM) nella sezione di cartomagia. La partecipazione al programma televisivo Fool Us di Penn & Teller e la vittoria alla tredicesima edizione di America's Got Talent hanno fatto conoscere Lim al grande pubblico.

## Biografia
Lim è il secondo di tre figli di genitori originari di Singapore, ed è un discendente del gruppo etnico Han. Nato a Vancouver, dove il padre stava completando gli studi post laurea, all'età di due anni la sua famiglia torna a Singapore e si trasferisce nuovamente ad Acton (Massachusetts) quando lui ha 11 anni. Lim frequenta la Acton-Boxborough Regional High School. A 9 anni, manifesta un interesse per la musica, che mette in pratica prima con il violino regalatogli dalla nonna e poi con il piano, dopo essersi stancato del primo strumento. Dopo la conclusione delle scuole medie, Lim frequenta la Scuola di musica dell'Università Lee, in Tennessee, dove è parte del gruppo corale e si laurea sia nel pianoforte che nelle telecomunicazioni.

## Carriera

### Primi anni
Oltre alla musica, Lim è interessato alla magia sin dalla giovane età. Dopo aver visto eseguire un gioco al fratello maggiore, Yi, gli chiede una spiegazione, per cui gli viene detto di cercare su Youtube. Lim inizia ad approfondire l'argomento guardando numerosi video e imparando numerosi giochi. Appena cominciato a migliorare le sue abilità, inizia a sviluppare alcuni giochi personalmente, e usa nuovamente YouTube, stavolta come piattaforma per mostrare e mettere in pratica le tecniche acquisite. In particolare, l'illusionista americano-canadese riconosce come i primi show televisivi di David Blaine siano stati di ispirazione per la sua magia.
Nel 2011, all'età di 20 anni, gli viene diagnosticata la sindrome del tunnel carpale e, dato che lo studio alla Scuola di Musica Lee gli richiedeva almeno 20 ore di pratica settimanali, fu costretto a scegliere tra la carriera musicale e quella nel mondo dello spettacolo. Lim sceglie di perseguire la propria passione per la magia, prendendo un anno sabbatico dalla scuola e continuando a sviluppare nuovi numeri di magia, che pubblica sempre su YouTube o vende ad alcuni fan interessati.
Durante il periodo sabbatico, partecipa nel 2012 ai Campionati del Mondo di magia organizzati dalla Fédération Internationale des Sociétés Magiques (Federazione Internazionale delle Società Magiche), in cui si piazza al sesto posto. A questo punto, Lim era insicuro della sua carriera e considerava ancora la possibilità di tornare alla musica, ma nel 2013 viene contattato da un agente che aveva visto la sua performance ai Campionati del Mondo, e che offre lui la possibilità di un tour per la Cina. Lim accetta, ed apporta alcuni cambiamenti alla sua routine: per far sì che la sua parte di magia nello show fosse lunga almeno 20 minuti decide di rimuovere completamente la narrazione, dato che non parlava Cinese, caratteristica che diventerà poi fondante dei suoi atti futuri. Prima della fine del tour Lim era diventato l'artista più importante dello show, ed il suo numero era stato spostato alla fine. Grazie a questo tour, decide di abbandonare la Scuola di Musica Lee per dedicarsi alla magia, ma con l'intenzione di tornare alla musica nel caso in cui avesse fallito la sua carriera nel mondo dello spettacolo.
Nel 2015 vince i Campionati del Mondo di magia della Fédération Internationale des Sociétés Magiques nella categoria di cartomagia. Contrariamente rispetto a quanto sostenuto da alcune voci, non vi era in palio un premio da un milione di dollari, ma i Campionati erano un'ottima vetrina per giovani talenti in cerca di produttori.

### Penn & Teller: Fool Us
Poco dopo la vittoria ai Campionati del Mondo nel 2015, Lim viene contattato dai produttori di Penn & Teller: Fool Us, un programma dove illusionisti emergenti provano ad ingannare gli illusionisti esperti, nonché conduttori del programma, Penn & Teller, con i loro giochi di prestigio. Avevano visto alcuni dei suoi video su YouTube e gli offrono un posto nello show come concorrente. Lim riuscirà ad ingannare i conduttori e, nel descrivere la sua routine, Penn Jillette dirà: "L'idea di fare giochi di carte - che sono in realtà semplici - in maniera così seria e veramente significativa è fantastico." Jillette più tardi affermerà che Lim fa parte della terza generazione di illusionisti, avendo la capacità di mediare tra i grandi spettacoli di David Copperfield e Doug Henning e gli aspetti innovati di illusionisti come David Blaine. La partecipazione di Lim allo show viene caricata su Youtube e diventa virale, raggiungendo le 50 milioni di visualizzazioni e permettendo a Lim di essere invitato a partecipare nuovamente a Fool Us nel 2017. Dopo lo show decide di proseguire con la carriera illusionistica piuttosto che tornare a quella musicale. La sua perfomance del 2015 gli permette di ricevere numerosi inviti per esibirsi, incluso uno alla Casa della Magia a Macao, in Cina, che Lim stesso considerava "la migliore esibizione per la magia". Il suo video speciale su Youtube "Pray for Paris", nel quale esegue l'effetto da lui sviluppato "52 Shades of Red" (52 Sfumature di Rosso) in onore delle vittime degli attentati di novembre 2015 a Parigi, attira ancora maggiore attenzione grazie alle sue abilità.
Nel Marzo 2016, Lim si infortuna due tendini del pollice sinistro mentre prova un nuovo gioco con le carte. Inizialmente teme che questo evento possa porre fine alla sua carriera, e prova ad imparare a fare magia con una mano sola, poi la chirurgia riesce a riparargli i tendini e dopo la terapia recupera completamente la mobilità della mano, al punto che afferma che la chirurgia e la fisioterapia gli hanno salvato la carriera. Successivamente, nel 2017 torna a Fool Us, dove riesce nuovamente ad ingannare Penn & Teller.